# Coppa di Bulgaria di pallacanestro maschile
La Coppa di Bulgaria di pallacanestro (Купата на България по баскетбол за мъже) è un trofeo nazionale bulgaro organizzato annualmente dalla Federazione cestistica della Bulgaria a partire dal 1951.

## Albo d'oro
- 1951  Levski Sofia
- 1952  Akademik Sofia
- 1953  CSKA Sofia
- 1954  Akademik Sofia
- 1955  CSKA Sofia
- 1956  Lokomotiv Sofia
- 1959  Slavia Sofia
- 1962  CSKA Sofia
- 1963  CSKA Sofia
- 1964  NSA Sofia
- 1965  Čern. Burgas
- 1966  Lokomotiv Sofia
- 1967  Levski Sofia
- 1968  Levski Sofia
- 1969  Levski Sofia
- 1970  Balkan Botevgrad
- 1971  Levski Sofia
- 1972  Levski Sofia
- 1973  CSKA Sofia
- 1974  CSKA Sofia
- 1975  Čern. Burgas
- 1976  Levski Sofia
- 1977  CSKA Sofia
- 1978  CSKA Sofia
- 1979  Levski Sofia
- 1980  CSKA Sofia
- 1981  CSKA Sofia
- 1982  Levski Sofia
- 1983  Levski Sofia
- 1984  CSKA Sofia
- 1985  CSKA Sofia
- 1986  Balkan Botevgrad
- 1987  Balkan Botevgrad
- 1988  Balkan Botevgrad
- 1989  CSKA Sofia
- 1990  CSKA Sofia
- 1991  CSKA Sofia
- 1992  CSKA Sofia
- 1993  Levski Sofia
- 1994  CSKA Sofia
- 1995  Compact Dimitrovgrad
- 1996  Spartak Pleven
- 1997  Slavia Sofia
- 1998  Cherno More Varna
- 1999  Cherno More Varna
- 2000  Cherno More Varna
- 2001  Levski Sofia
- 2002  Akademik Sofia
- 2003  Akademik Sofia
- 2004  Akademik Sofia
- 2005  CSKA Sofia
- 2006  Akademik Sofia
- 2007  Akademik Sofia
- 2008  Akademik Sofia
- 2009  Levski Sofia
- 2010  Levski Sofia
- 2011  Akademik Sofia
- 2012  Akademik Sofia
- 2013  Akademik Sofia
- 2014  Levski Sofia
- 2015  Cherno More Varna
- 2016  Rilski Sportist
- 2017  Beroe
- 2018  Rilski Sportist
- 2019  Levski Sofia
- 2020  Levski Sofia
- 2021  Rilski Sportist
- 2022  Rilski Sportist
- 2023  Levski Sofia
- 2024  Čern. Burgas

## Vittorie per club
| Club                 | Vittorie | Anno |
| -------------------- | -------- | --- |
| CSKA Sofia           | 18       | 1953, 1955, 1962, 1963, 1973, 1974, 1977, 1978, 1980, 1981, 1984, 1985, 1989, 1990, 1991, 1992, 1994, 2005 |
| Levski Sofia         | 18       | 1951, 1967, 1968, 1969, 1971, 1972, 1976, 1979, 1982, 1983, 1993, 2001, 2009, 2010, 2014, 2019, 2020, 2023 |
| Akademik Sofia       | 12       | 1952, 1954, 2002, 2003, 2004, 2006, 2007, 2008, 2011, 2012, 2013                                           |
| Balkan Botevgrad     | 4        | 1970, 1986, 1987, 1988                                                                                     |
| Cherno More Varna    | 4        | 1998, 1999, 2000, 2015                                                                                     |
| Čern. Burgas         | 3        | 1965, 1975, 2024                                                                                           |
| Rilski Sportist      | 2        | 2016, 2018                                                                                                 |
| Slavia Sofia         | 2        | 1959, 1997                                                                                                 |
| Lokomotiv Sofia      | 2        | 1956, 1966                                                                                                 |
| Beroe                | 1        | 2017 |
| Spartak Pleven       | 1        | 1996 |
| Compact Dimitrovgrad | 1        | 1995 |
| NSA Sofia            | 1        | 1964 |